# フアン・フィガロ
フアン・フィガロ（Juan Figallo、1988年3月25日 - ）は、アルゼンチンの元ラグビー選手。

## プロフィール
- アルゼンチン・サルタ出身。
- ポジションはプロップ(PR)。
- 身長 187cm、体重 119kg
- U20アルゼンチン代表に選ばれたことがある[2]。
- アルゼンチン代表通算キャップ数は33。
- ワールドカップ2011年W杯・2015年W杯・2019年W杯のアルゼンチン代表に選ばれた[3]。

## 略歴
モンペリエを経て、2014年、サラセンズに加入。
2020年、2019年W杯での頭部負傷の影響で現役を引退した。